# Saj-foki-főcsatorna
Saj-foki-főcsatorna är en kanal i Ungern. Den ligger i provinsen Heves, i den centrala delen av landet, 120 km öster om huvudstaden Budapest.